# ニンテンドーWi-Fi USBコネクタ
ニンテンドーWi-Fi USBコネクタ（ニンテンドーワイファイ ユーエスビーコネクタ、Nintendo Wi-Fi USB Connector）は、2005年11月23日に任天堂より発売されたニンテンドーDSおよびWii、ニンテンドー3DSの周辺機器。価格は3,333円（税別）。型番は「NTR-010」。製造元はバッファロー社。現在は生産・サポートが終了している。

## 概要
ブロードバンドインターネット接続環境はあるが、無線LAN環境が家庭内に無い場合などにパーソナルコンピュータ（以下パソコン）をニンテンドーWi-Fiコネクション（DS / Wii）、ニンテンドーネットワーク（3DS）用無線LANアクセスポイント代わりにする為の機器。
一部のオンラインショッピングサイトの他、大手量販店などの店頭で販売されている。かつては任天堂公式サイトでも販売されていた。
本体付属品はUSB延長ケーブル（50 cm）とドライバインストール用CD-ROM。なお、公式サイトにて最新のドライバが無料配布されている。
2008年9月18日に「ニンテンドーWi-Fiネットワークアダプタ」が発売された後も引き続き販売されていたが、2009年11月に生産が終了した（最終出荷は2010年1月）。
また、DSシリーズやWiiとの接続・認証・暗号化には任天堂が持つ特許が使われている模様。
生産終了後に発売されたニンテンドー3DSは本製品での接続に対応している（説明書では記載無し）が、Wii U・Newニンテンドー3DS以降の任天堂製品では対応していない。
無線暗号化方式にWEPが使用されており、セキュリティ上のリスクがあるため、任天堂は2022年より公式サイトで使用中止を呼びかけている。この周辺機器のドライバーをWindows11などでインストールすること自体は不可能であり、CD-ROMのインストーラーについても、Windows用の下位互換オプションを適用した場合でもWindows8以降でインストールそのものが拒否される仕様である。

## 使用方法
パソコンのUSB端子に挿入し、専用のアプリケーションを起動することで煩雑な設定無しにDSやWiiを接続できる。対応OSはWindows XPとWindows Vistaのみ。後者への対応は2007年10月3日のバージョン1.06（Version 1.0.6.14）から。DSやWiiとの通信には独自の通信プロトコルを使用する。
パソコンを経由して接続するが故に環境依存の通信トラブルが発生しやすく、パソコン側にウイルス対策ソフトやファイアウォールやルーターのポート開放の設定が別途必要となる。
ルーターの設定情報等を事前に確認することが多くネットワーク知識がない人がトラブルに遭遇した場合の対処が難しかった。
なお通信時はUSBコネクタを挿してパソコンの電源を入れておく必要がある特性上、WiiのオンラインサービスであるWiiConnect24や3DSのオンラインサービスであるいつの間に通信での使用にはあまり向いていない。

## ゲーム機専用 無線LAN USBソフトウェアアクセスポイント
ゲーム機専用 無線LAN USBソフトウェアアクセスポイント（ゲームきせんよう むせんラン ユーエスビーソフトウェアアクセスポイント）とは、ニンテンドーWi-Fi USBコネクタの製造元であるバッファローより発売された無線LAN用アクセスポイントの一種である。型名はWLR-U2-KG54。
無線LAN用のルーターが無くともインターネットに接続しているWindows XPのOSを使用するパソコンのUSB端子に本製品を挿すことでゲーム機用の無線LANアクセスポイントとして使用可能となる。
ニンテンドーWi-Fi USBコネクタは任天堂のゲーム機との通信のみをサポートしているのに対し、こちらは汎用の無線LAN規格（IEEE 802.11g/b）を採用しているので任天堂以外のゲーム機との通信も可能。バッファローの無線LAN接続設定システムAOSSにも対応している為、ワンタッチで接続設定が可能である。